# Malvagna
Malvagna es una localidad italiana de la ciudad metropolitana de Mesina, en Sicilia. Tiene una población estimada, a fines de agosto de 2021, de 654 habitantes.

Ubicación de la ciudad de Malvagna dentro de la provincia de Mesina.

## Evolución demográfica
| Gráfica de evolución demográfica de Malvagna entre 1861 y 2021 |
|                                                                |
| Fuente ISTAT - Elaboración gráfica por parte de Wikipedia      |